# 蠟筆小新 (動畫)
《蠟筆小新》是改編自臼井儀人的同名漫畫的電視動畫系列，由SHIN-EI動畫製作，於1992年4月13日起在朝日電視網播出。

## 製作
1992年開播以來使用賽璐珞製作，2002年5月25日之後移行轉變成電腦描線製作上色的方式製作（包含過場動畫 (新之助、向日葵和小白站在小山丘上)，不過一時期間還是有使用賽璐珞）。2005年4月22日第526話開始正式採高畫質解析方式製作，至2010年6月11日使用14:9的解析度，同年的7月3日之後改用16:9的解析度播出。
主要製作人員方面，同樣為SHIN-EI動畫製作的另一部長壽動畫《哆啦A夢》（水田山葵版）以全新的動畫方式在電視上播出之後，完全更換製作人員、配音員。不同的是，蠟筆小新的製作人員與配音員從未全面更換。如資深動畫師湯淺政明雖然目前沒有參與電視動畫的分工製作，不過在劇場版有繼續擔任分鏡和設定；而擔任分鏡、演出的動畫師川崎逸朗和作畫指導荒川真嗣曾經在1996年年末退出電視製作，直到2015年6月19日的播出集數回歸製作群。

### 製作人員
| 原作                                                                                                   | 臼井儀人 |
| 人物設定（作畫監督）                                                                                   | :小川博司→（第1話－2007年7月）→從缺→小川博司（第784話至今） |
| 色彩設計                                                                                               | 野中幸子→（第833－975話）→山崎大輔（第976－1040話）→（第1041話至今） |
| 美術設定                                                                                               | 川井憲 |
| 美術監督                                                                                               | 星野直美（第1－847話）→金純愛（第848話至今） |
| 音響響監督（錄音監督）                                                                                 | 大熊昭→大熊昭、浦上靖之（第747－782話）→大熊昭 |
| 音樂                                                                                                   | 荒川敏行 |
| 攝影監督                                                                                               | 高橋秀子（第1－217話）→梅田俊之（第218話至今） |
| 剪輯                                                                                                   | 岡安肇→村井秀明→村井秀明、三宅圭貴 |
| 連載                                                                                                   | 雙葉社、週刊漫畫ACTION→月刊MangaTown→漫畫蠟筆小新.com（まんがクレヨンしんちゃん.com） |
| 總製作人                                                                                               | 朝日電視台：太田賢司→從缺→太田賢司→杉山登→赤津一彥→松久智治→川北桃子→小野仁→白倉由紀子 |
| 總製作人                                                                                               | 旭通DK：堀内孝、高閑者清光→堀内孝→生田英隆→松下洋子→高木智悌→野田孝寬→ |
| 總製作人                                                                                               | SHIN-EI動畫：茂木仁史→從缺→加藤良雄→和田泰→吉田有希→和田泰→馬渕吉喜→山崎智史 |
| 製作人                                                                                                 | 朝日電視台：岩本太郎、福吉健→→梶淳→今川朋美→本井健吾→松久智治→中世古裕美→佐野敬信 |
| 製作人                                                                                                 | 旭通DK：→→嶋根惇→秋山倫子 |
| 製作人                                                                                                 | SHIN-EI動畫：山川順市、和田泰→和田泰→吉田有希→山崎智史→從缺→馬渕吉喜→國安真一 |
| 監督                                                                                                   | 本鄉滿（第1話－SPECIAL 13）→原惠一（第203－506話）→武藤裕治（第507話至今） |
| 美術補佐                                                                                               | 下山和人→→清水純子→鈴木聰→從缺→金純愛→從缺 |
| 背景                                                                                                   | AtelierRoku07 |
| 合成攝影（攝影）                                                                                       | 旭Production→AnimeFilm |
| 音響製作（錄音製作）                                                                                   | AUDIO PLANNING U |
| 音響製作台                                                                                             | →從缺→土屋枝穗 |
| 錄音                                                                                                   | :APU MEGURO STUDIO→ AUDIO PLANNING U |
| 混音（整音）                                                                                           | 柴田信弘→田中章喜、大城久典、山本壽→內山敬章→山本寿→大城久典→內山敬章→田口信孝 |
| 混音助理                                                                                               | :山本壽→從缺→小沼則義→村越直→從缺→山岸克章 |
| 效果（音響效果）                                                                                       | :Fizz Sound Creation、松田昭彥 |
| 音樂協力                                                                                               | :朝日電視台音樂 |
| 編輯工作室（編輯）                                                                                     | :小島俊彥、三宅圭貴、中葉由美子、村井秀明、川崎晃洋→岡安Promotion |
| 標題                                                                                                   | :道川昭（第1－1447話）→（第1449話至今） |
| 影片編輯（現像）                                                                                       | :東京現像所→TOHO Studio、金高明宏、藤村政樹→菊池亮→藤田拓彌→金高明宏、藤村政樹→藤田拓彌、金高明宏 |
| 編成                                                                                                   | :→平泉季里子→石田菜穗子→水出和樹→池田邦晃→宇喜多宏美→芝高啓介→石田菜穗子→御手洗綾子→芝高啓介→御手洗綾子（朝日電視台）→津戶悠希（朝日電視台）                                                              |
| 業務                                                                                                   | 柳井寬史（朝日電視台） |
| 宣傳（廣報擔當）                                                                                       | 森田兆基→三輪祐見子→丹羽敦子→奧村彰浩→吉田香絵→→粟井淳→松本實希子→保坂正紀→豐島晶子→曲尾有香→飯田爽→加藤二奈→千葉晶子→塚崎旬子→大川希→小枝加奈→尾木實愛→平田新子→尾木實愛→村上理繪→増田晶子（朝日電視台） |
| 資料放送                                                                                               | 朝日電視台Mediaplex（第819話至今） |
| 製作助理                                                                                               | 朝日電視台：→湊亞彌子→吉川大祐→從缺→→中世古裕美→→遠藤一樹→平畑涼珠子→森悠紀、田中雄也→→建部由紀 |
| 製作助理                                                                                               | 旭通DK：佐佐木沙織→從缺→佐佐木沙織→嶋根惇→從缺 |
| 製作助理                                                                                               | SHIN-EI動畫：大澤正享→從缺→馬渕吉喜→從缺→國安真一→加賀山悠 |
| 副監督                                                                                                 | 平井峰太郎（第1196話至今） |
| 文藝（1992年4月13日－2009年5月15日）→劇本進行（2009年5月22日－2022年5月28日）→文藝（2022年6月4日至今） | 金井浩 |
| 製作台                                                                                                 | 山川順市、和田泰→魁生聰→木野雄→馬渕吉喜→馬渕吉喜、湊亞彌子→馬渕吉喜→從缺→山崎智史→國安真一→加賀山悠→佐藤創太→伊谷聰太                                                                                     |
| 製作                                                                                                   | 朝日電視台、旭通DK、SHIN-EI動畫 |

## 角色
- 野原新之助：矢島晶子→小林由美子
- 野原美冴：楢橋美紀
- 野原廣志：藤原啟治→森川智之
- 野原向日葵：興梠里美
- 野原小白、風間徹：真柴摩利
- 櫻田妮妮：林玉緒
- 佐藤正男： 一龍齋貞友
- 阿呆：佐藤智惠

### 聲優更迭
| 角色              | 首任聲優 | 首任最終演出                   | 話數               | 次任聲優   | 次任首次演出       | 話數         |
| 聲優更換          | 聲優更換 | 聲優更換                       | 聲優更換           | 聲優更換   | 聲優更換           | 聲優更換     |
| ----------------- | -------- | ------------------------------ | ------------------ | ---------- | ------------------ | ------------ |
| 野原新之助        | 矢島晶子 | 1992年4月13日－2018年6月29日   | 第1－969話         | 小林由美子 | 2018年7月6日至今   | 第970話至今  |
| 野原廣志          | 藤原啟治 | 1992年4月13日－2016年8月12日   | 第1－904話         | 森川智之   | 2016年8月26日      | 第906話至今  |
| 吉永綠 （石坂綠） | 高田由美 | 1992年4月13日－2009年9月18日   | 第1－680話         | 七緒春日   | 2009年11月13日至今 | 第685話至今  |
| 櫻田萌子          | 齊藤庄子 | 1992年4月27日－1994年4月11日   | 第3－92話          | 萩森侚子   | 1994年5月23日至今  | 第98話至今   |
| 高倉文太          | 納谷六朗 | 1992年5月4日－2014年10月17日   | 第4－841話         | 森田順平   | 2015年9月18日至今  | 第1098話至今 |
| 酒井忍子          | 伊藤美紀 | 1992年6月22日                  | 第10話             | 西原久美子 | 1992年10月26日至今 | 第24話至今   |
| 野原銀之介        | 松尾銀三 | 1992年8月31日－1999年9月10日   | 第18－332話        | 長         | 2002年3月1日至今   | 第429話至今  |
| 野原鶴            | 北川智繪 | 1992年8月31日－2010年10月15日  | 第18－715話        | 梅田貴公美 | 2013年7月12日至今  | 第808話至今  |
| 部長              | 鄉里大輔 | 1993年3月29日－2009年7月17日   | 第44－672話        | 大友龍三郎 | 2015年6月12日至今  | 第864話至今  |
| 櫻田苗木          | 大瀧進矢 | 1993年3月29日－2022年7月23日   | 第44－1140話       | 乃村健次   | 2023年4月1日至今   | 第1175話至今 |
| 「魚眼」阿銀      | 中澤綠   | 1993年9月6日                   | 第65話             | 星野千壽子 | 1994年1月31日至今  | 第83話至今   |
| 不理不理左衛門    | 鹽澤兼人 | 1994年9月26日－2000年5月19日   | SPECIAL 6－第357話 | 神谷浩史   | 2016年5月13日至今  | 第894話至今  |
| 大原娜娜子        | 紗百合   | 1996年1月29日－2012年3月30日   | 第175－766話       | 伊藤靜     | 2012年12月7日至今  | 第790話至今  |
| 小山義治          | 坂口賢一 | 1996年11月22日－2002年11月16日 | 第209－454話       | 池田知聰   | 2007年9月14日至今  | 第611話至今  |
| 大原四十郎        | 塚田正昭 | 1997年7月4日                   | 第236話            | 麥人       | 1998年5月15日至今  | 第273話至今  |
| 鳩谷蜜琪          | 草地章江 | 1997年8月15日－2004年3月13日   | 第242－496話       | 大本真基子 | 2004年6月12日至今  | 第503話至今  |
| 房東              | 佳川紘子 | 2001年6月1日－2002年5月18日    | 第398－436話       | 真山亞子   | 2016年12月2日至今  | 第915話至今  |
| 熱繰椎造          | 田中一成 | 2005年8月26日－2006年2月3日    | 第709－720話       | 檜山修之   | 2023年12月23日至今 | 第685話至今  |

## 主題曲

### 片頭曲
|    | 曲名                | 歌手                                               | 作詞          | 作曲          | 編曲                                 | 話數                                | 播放時間                                                     | 備註                                             |
| -- | ------------------- | -------------------------------------------------- | ------------- | ------------- | ------------------------------------ | ----------------------------------- | ------------------------------------------------------------ | ------------------------------------------------ |
| 1  |                     | TUNE'S                                             | 臼井儀人      | 織田哲郎      | 明石昌夫                             | 第1話 - 第21話                      | 1992年4月13日 - 1992年9月21日                                |                                                  |
| 2  |                     | B.B.QUEENS                                         | 長戸大幸      | 織田哲郎      | 葉山たけし                           | 第22話 - 第57話                     | 第1992年10月12日 - 1993年7月5日                              |                                                  |
| 3  | 我是最受歡迎的      | 野原新之助（矢島晶子） 野原美冴（楢橋美紀）        | 里乃塚玲央    | 小杉保夫      | 加藤みちあき                         | SPECIAL 2、SPECIAL 3 - 第161話      | 1993年4月5日、1993年7月12日 - 1995年10月9日                  |                                                  |
| 4  |                     | 野原新之助（矢島晶子）                             | ポエム団      | 木村貴志      | 木村貴志                             | 第162話 - SPECIAL 13                | 1995年10月16日 - 1996年9月27日                               |                                                  |
| 5  |                     | Puppy                                              | C's           | 菅原サトル    | 菅原サトル                           | 第203話 - SPECIAL 20                | 1996年10月11日 - 1998年4月17日                               |                                                  |
| 6  |                     | 野原新之助（矢島晶子） 動感超人（玄田哲章）        | もつ          | もつ          | もつ                                 | 第270話 - 第352話                   | 1998年4月24日 - 2000年3月17日                                | 台視《新蠟筆小新》2022年部分過往內容重製版片頭曲 |
| 7  | ダメダメのうた      | LADY Q 野原新之助（矢島晶子） 野原美冴（楢橋美紀） | LADY Q        | 森俊也        | 森俊也                               | 第353話 - 第458話                   | 2000年4月14日 - 2003年1月11日                                | 台灣代理木棉花國際使用之電視版片頭曲(前期)       |
| 8  | PLEASURE            | 華原朋美                                           | 黒須チヒロ    | 細井かおり    | 清水信之                             | 第459話 - SPECIAL 43                | 2003年1月18日 - 2004年10月16日                               |                                                  |
| 9  |                     | 野原新之助（矢島晶子）                             | ムトウユージ  | 中村康就      | 中村康就                             | 第509話 - 第594話 第604話 - 第681話 | 2004年10月22日 - 2007年2月23日 2007年7月6日 - 2009年10月16日 |                                                  |
| 10 |                     | 野原新之助（矢島晶子） クレヨンフレンズ from AKB48 | ムトウユージ  | 中村康就      | 中村康就                             | 第595話 - 第603話                   | 2007年3月9日 - 2007年6月22日                                 |                                                  |
| 11 | ハピハピ            | ベッキー♪♯                                         | ベッキー♪♯    | Splash Candy  | 本田優一郎                           | 第682話 - 第708話                   | 2009年10月23日 - 2010年7月30日                               |                                                  |
| 12 | Hey baby!           | 倖田來未                                           | 倖田來未      | 井上慎二郎    | 田中直                               | 第709話 - 第724話                   | 2010年8月6日 - 2011年1月28日                                 | 台灣代理木棉花國際使用之電視版片頭曲(後期)       |
| 13 | T.W.L               | 關西傑尼斯8（テイチクエンタテインメント）          | 北川悠仁      | 北川悠仁      | 野間康介                             | 第725話 - 第748話                   | 2011年2月4日 - 2011年10月28日                                |                                                  |
| 14 | 希望山脈            | 走廊奔跑隊7（ポニーキャニオン）                    | 秋元康        | ray.m         | 増田武史                             | 第749話 - SPECIAL 65                | 2011年11月4日 - 2012年3月16日                                |                                                  |
| 15 | キミに100パーセント | Kyary Pamyu Pamyu （unBORDE）                      | 中田康貴      | 中田康貴      | 中田康貴                             | 第784話 - 第937話 第943話 - 第969話 | 2012年10月19日 - 2017年7月7日 2017年10月13日 - 2018年6月29日 |                                                  |
| 16 | RPG                 | SEKAI NO OWARI                                     | Saori、Fukase | Fukase        | SEKAI NO OWARI、CHRYSANTHEMUM BRIDGE | SPECIAL 67 - 第803話                | 2013年3月15日 - 2013年5月31日                                | 第21部電影主題曲                                 |
| 17 |                     | Kyary Pamyu Pamyu （unBORDE）                      | 中田康貴      | 中田康貴      | 中田康貴                             | SPECIAL 70 - 第831話                | 2014年3月7日 - 2014年5月30日                                 | 第22部電影主題曲                                 |
| 18 |                     | 野原新之助（矢島晶子） 野原美冴（楢橋美紀）        | 里乃塚玲央    | 小杉保夫      | 前山田健一                           | 第938話 - 第942話                   | 2017年8月4日 - 2017年9月15日                                 |                                                  |
| 19 | マスカット          | 柚子                                               | 北川悠仁      | 北川悠仁      |                                      | 第970話 - 第1050話                  | 2018年7月6日 - 2020年9月26日                                 |                                                  |
| 20 | スーパースター      | 決明子                                             | 決明子        | 決明子、CHIVA | CHIVA from BUZZER BEATS              | 第1051話 -                          | 2020年10月3日 -                                              | 台視《新蠟筆小新》2023年版片頭曲（現在）         |

- 東森幼幼台曾使用之劇場版片頭《卡加布列島》（收錄於YoYo點點名第五張專輯《郊遊點點名》），目前已停止使用。2014年前劇場版會剪去日本原版片頭和片尾，2015年起保留原版片頭曲。

### 片尾曲
|    | 曲名                | 歌手                                        | 作詞                | 作曲                              | 編曲                       | 話數                                   | 播放時間                                                 | 備註                                                      |
| -- | ------------------- | ------------------------------------------- | ------------------- | --------------------------------- | -------------------------- | -------------------------------------- | -------------------------------------------------------- | --------------------------------------------------------- |
| 1  |                     | 大事MANブラザーズバンド                     | 立川俊之            | 立川俊之                          | 大事MANブラザーズバンド    | 第1話 - 第21話                         | 1992年4月13日 - 1992年9月21日                            | 八大綜合台播出時停留在第10話                              |
| 2  |                     | 米村裕美                                    | 米村裕美            | 米村裕美                          | 渡辺格                     | 第22話 - 第57話                        | 1992年10月12日 - 1993年7月5日                            |                                                           |
| 3  |                     | 桜っ子クラブさくら組                        | 西脇唯              | 斉藤英夫                          | 新川博                     | 第58話 - 第103話                       | 1993年7月19日 - 1994年6月27日                            |                                                           |
| 4  |                     | ゆうこ 野原新之助（矢島晶子）               | 加茂茂一            | おづたいりく&星野やすひこ         | おづたいりく&星野やすひこ  | 第104話 - 第116話                      | 1994年7月4日 - 1994年10月3日                             |                                                           |
| 5  |                     | マロン公しゃく                              | マロン公しゃく      | 木村貴志                          | 木村貴志                   | 第117話 - 第161話                      | 1994年10月10日 - 1995年10月9日                           | 台灣代理木棉花國際使用之電視版片尾曲(根據畫面內容為119話) |
| 6  | REGGAE              | KOTONE                                      | KOTONE              | KEISUKE&山崎洋一                  | 林有三                     | 第162話 - 第192話                      | 1995年10月16日 - 1996年6月28日                           |                                                           |
| 7  |                     | 三波春夫 野原新之助（矢島晶子）             | 加茂茂一            | おづたいりく&星野やすひこ         | おづたいりく&星野やすひこ  | 第193話 - SPECIAL 13                   | 1996年7月5日 - 1996年9月27日                             |                                                           |
| 8  |                     | 奥井亜紀                                    | 奥井亜紀&西東レモン | 奥井亜紀                          | 小野寺明敏                 | 第203話 - SPECIAL 17                   | 1996年10月11日 - 1997年10月10日                          |                                                           |
| 9  |                     | 小川七生                                    | RYUZI               | RYUZI                             | RYUZI                      | 第249話 - 第297話                      | 1997年10月17日 - 1998年11月20日                          |                                                           |
| 10 | スキスキ♡マイガール | L'luvia                                     | KAORU               | KAORU                             | 山中剛 & L'luvia           | 第298話 - 第352話                      | 1998年11月27日 - 2000年3月17日                           | 八大綜合台播出時停留在第319話                             |
| 11 |                     | 小林幸子                                    | 作松本隆            | 松本俊明                          | 岩崎元是                   | 第353話 - 第358話                      | 2000年4月14日- 2000年5月26日                             | 第8部電影主題曲                                           |
| 12 |                     | かまぼこ                                    | けーちゃん          | けーちゃん                        | けーちゃん                 | 第353話 - 第397話                      | 2000年4月14日 - 第2001年5月25日                          |                                                           |
| 13 |                     | 小林幸子                                    | 白峰美津子          | 岩崎元是                          | 岩崎元是                   | 第392話- 第397話                       | 2001年4月13日- 第2001年5月25日                           | 第9部電影主題曲                                           |
| 14 |                     | シェキドル                                  | 淳君                | 淳君                              | 高橋諭一 & つんく          | 第398話 - SPECIAL 33                   | 2001年6月1日 - 2002年9月28日                             |                                                           |
| 15 |                     | ダンス☆マン                                 | ダンス☆マン         | ダンス☆マン                       |                            | SPECIAL32 - 第436話                    | 2002年4月20日 - 第2002年5月18日                          | 第10部電影主題曲                                          |
| 16 |                     | 野原新之助（矢島晶子） 野原美冴（楢橋美紀） | 臼井儀人 & 浅田有理 | 小杉保夫                          | 斉藤英夫                   | 第452話 - SPECIAL 38 SPECIAL 43        | 2002年11月2日 - 2003年9月27日 2004年10月16日             |                                                           |
| 17 |                     | 野原一家                                    | 小百合              | 岩崎貴文                          | 斉藤英夫                   | 第465話 - 第471話                      | 2003年4月19日 - 2003年5月31日                            | 第11部電影主題曲                                          |
| 18 |                     | やなわらばー                                | りお                | りお                              | パパダイスケ               | 第509話 - SPECIAL 46                   | 2004年10月22日 - 2005年12月16日                          |                                                           |
| 19 |                     | AI                                          | AI                  | AI、Kenji Hino、DJ YUTAKA for 813 |                            | 第524話 - 第528話                      | 2005年3月4日 - 2005年5月6日                              | 第13部電影主題曲                                          |
| 20 |                     | 走廊奔跑隊7                                 | 秋元康              | 山下和彰                          | 生田真心                   | 第765話 - 第775話                      | 2012年3月23日 - 2012年6月29日                            | 第20部電影主題曲                                          |
| 21 |                     | 柚子                                        | 北川悠仁            | 北川悠仁                          | 前山田健一 & 北川悠仁      | 第850話 - 第862話                      | 2015年2月6日 - 2015年5月29日                             | 第23部電影主題曲                                          |
| 22 |                     | 決明子                                      | 決明子              | 決明子、田尻知之、本澤尚之        | 決明子、田尻知之、本澤尚之 | SPECIAL74 - 第896話                    | 2016年3月4日 - 2016年5月27日                             | 第24部電影主題曲                                          |
| 23 |                     | 高橋優                                      | 高橋優              | 高橋優                            |                            | 第921話 - 第931話                      | 2017年2月3日 - 2017年5月26日                             | 第25部電影主題曲                                          |
| 24 |                     | 不理不理佐衛門（神谷浩史）                  | ムトウユージ        | 上田靖博                          |                            | 第938話 - 第942話 第1001話、第1003話   | 2017年8月4日 - 2017年9月15日 2019年6月21日、2019年7月5日 |                                                           |
| 25 |                     | 桃色幸運草Z                                 | 只野菜摘            | invisible manners                 | invisible manners          | 第954話 - 第964話                      | 2018年2月2日 - 2018年5月25日                             | 第26部電影主題曲                                          |
| 26 |                     | 愛繆                                        | 愛繆                | 愛繆                              | 立崎優介、田中ユウスケ     | 第988話 - 第998話                      | 2019年2月8日 - 2019年5月31日                             | 第27部電影主題曲                                          |
| 27 | マスカット          | 柚子                                        | 北川悠仁            | 北川悠仁                          |                            | 第1005話 - 第1007話                    | 2019年8月9日 - 2019年8月30日                             |                                                           |
| 28 |                     | 池田貴史                                    | 池田貴史            | 池田貴史                          |                            | 第1028話- 傑作選SP1 第1044話- 第1051話 | 2020年3月7日- 2020年4月25日 2020年8月8日- 2020年10月3日  | 第28部電影主題曲                                          |
| 29 |                     | 通心粉铅笔                                  | はっとり            | はっとり                          |                            | 第1072話- 第1084話 第1088話- 第1098話  | 2021年3月6日- 2021年5月29日 2021年6月26日- 2021年9月18日 | 第29部電影主題曲                                          |
| 30 |                     | 綠黃色社會                                  | 小林壱誓            | 穴見真吾                          |                            | 第1121話-                              | 2021年3月6日-                                            | 第30部電影主題曲                                          |

### 插曲
|    | 曲名                          |
| -- | ----------------------------- |
| 1  | 「アクション仮面の唄」        |
| 2  | 「ふたば幼稚園の歌」          |
| 3  | 「ひまわり体操」              |
| 4  | 「立て!カンタムロボ」         |
| 5  | 「北埼玉ブルース」            |
| 6  | 「私のささやかな喜び」        |
| 7  | 「魔法をかけてあげる」        |
| 8  | 「ぽんぽこちん体操」          |
| 9  | 「せめて今夜だけは」          |
| 10 | 「恋におちて」                |
| 11 | 「希望の辙」                  |
| 12 | 「上を向いて歩こう」。        |
| 13 | 仲井戸麗市「年の瀬'93」       |
| 14 | 「恋におちて -Fall in love-」 |

## 播放電視台

### 日本
在日本，《蠟筆小新》動畫與一樣由SHIN-EI動畫製作，自1992年4月13日起在朝日電視台播出。播出第一集時，收視率僅4.0%。但次月即超過10%，同年11月超過20%。1993年7月12日創下28.2%的最高收視紀錄，同月的一項調查顯示，4歲至12歲的個人收視率達67.6%（video research調查，關東地區）。儘管播放時間超過20年，目前仍有8～12％的收視率（常高居動畫類前十名），堪稱是少數幾部的長壽動畫。現時於日本當地時間每週五19:30~19:54播出，安排在《哆啦A夢》之後播放。
2009年9月11日，因原作者臼井儀人意外身故使這部漫畫成為未完遺作，朝日電視台和相關放送局在10月16日的集數播出之後選擇今後走向。稍早之前的同年9月29日，朝日電視台的社長早河洋在記者會上說「（照海螺小姐方式）繼續製作播出」。之後有一段時間因為原作篇幅不足而展開動畫原創編劇，直到由臼井的助手組成的「臼井儀人＆UY Studio」取名《新蠟筆小新》繼續連載之後，再次增加原作篇幅。
2010年紀念原作連載20週年，進行「蠟筆小新20週年」企劃，同年秋季在電視上播出外傳《SHIN-MEN》。2011年，迎接電視動畫開播20年（通算是在2012年3月30日算滿20週年），重播過去在1990年代至2000年代的集數。
2019年10月起，朝日電視台將《蠟筆小新》播出時段改為日本當地時間每週六16:30~17:00。

### 台灣
在台灣，自1996年引進開始先後由臺灣電視公司、中華電視公司和八大電視互相取得播映權，但後來僅由八大電視繼續取得大量的新版集數。直至現在，動畫版仍在八大綜合台穩定播出；但從近期開始，新版集數改由台視取得首播權，八大綜合台則重播台視的新版集數內容。然而兩台播出時皆有剪片，但卻各自剪掉不同片段，台視為了節目時長考量，有時會剪去片頭曲或是部分片段。該段期間由東森電視引進劇場版動畫、隨後2007年暑假期間台視首度推出前13部劇場版動畫。
2013年3月18日台視再次引進代理商木棉花國際提供之重新配音的版本從450集開始播起，台視主頻播出時間為每週一至週五17:58首播隔日6:30、17:28重播。2016年6月18日起台視將播出台灣過去沒播過的特別篇集數，直到2016年12月31日開始不再播出特別篇集數，從日本2013年的第814話開始逐漸播出新集數，播出時間為每週六18:27首播17:57重播。台視播出皆提供雙語。自2020年7月11日從日版986集下半回起，以《新蠟筆小新》名義續播最新內容，另於2022年重製1998年部分過往內容。
八大綜合台後來引進日本2011年後的新集數版本，也有雙語播出八大綜合台新集數的內容是從日本2011年4月29日的第729話開始首播，播到日本2013年9月6日的第813話結束，813之後的新集數改由台視於週六時段首播，八大綜合台則是往回再次重播舊集數。目前八大綜合台於9:30~10:00再次播出新集數，從日本的814話開始首播，亦即從近期開始，八大綜合台播出台視週六時段播出過的集數，只是進度比台視落後。從某話開始，八大綜合台和台視一樣使用木棉花國際代理的版本，不再自行引進。
近年來網路平台的興起，代理商木棉花國際也提供從350集「媽媽戀愛了哦」開始不同集數範圍分散在各網路平台，但因代理商未取得日語配音播映權，僅提供國語配音(日語配音在台灣目前僅有台視提供)。木棉花國際代理的版本中，部分畫面以動感超人圖示遮蔽，串流平台上的內容和原本的版本比較，以任一單元來說，幾乎是沒有刪減。舊集數翻譯和配音也和之前八大電視播出的不同，會修改部分不雅用詞，例如:「胯下痛公寓」改為「雞飛狗跳莊」等。

### 香港
在香港，亞洲電視於1995年在黃金時段開始播放動畫版，初時收視不錯，有21至22點收視，收視更打倒無綫電視皇牌節目《勁歌金曲》，期間有觀眾投訴其內容不雅，當時無綫電視節目部總監陳志雲更因香港廣管局在1995年即將設立「電視節目分類制度」而高調批評《蠟》意識不良，而一手引入《蠟》的時任亞視節目部經理杜之克曾上電台節目解畫，其後斷斷續續於亞視本港台播出直至1999年。2007年7月7日，因第四線劇集收視欠佳而復播，其間平均收視卻只錄得2點（最高5點）。2009年1月的播放，收視更錄得1-3點，比同时段上一個節目低。
亞視結束廣播3年後，香港電視娛樂ViuTV於2019年8月25日至2021年10月4日播出新一輯，包括第608-625、668-678、680-737、739-805、807B集，與日本播映進度相隔約8-12年。
據收視盒數據顯示，ViuTV於2021年8月8日播出的《蠟筆小新》收視錄得2.0點。
2022年1月30日，ViuTV相隔3個多月後再次播放《蠟筆小新》，包括第806-823A、824-861集，播映至2022年10月2日。
2023年2月12日，ViuTV相隔3個多月後再次播放《蠟筆小新》，播映至2024年3月24日。
2024年4月21日，ViuTV相隔不到1個月後再次播放《蠟筆小新》，播映至2024年7月21日。
2024年11月10日，ViuTV相隔不到4個月後再次播放《蠟筆小新》，播映至2024年12月1日。
2025年4月27日，ViuTV相隔不到5個月後再次播放《蠟筆小新》。

### 其他地區
動畫版同時也在西班牙、印度、印尼、韓國、德國等地方電視台播放，在马来西亚，由ntv7以马来语播出，播出時間為大马时间每週六晚间七点。

## 動畫電影
自1993年首播電影上映以來，就是使用賽璐珞製作動畫，並且在畫面比例上一律為1.85:1（35毫米戲院放映膠片標準），並且使用35毫米膠片拍攝。不過相比電視動畫，動畫電影早于2000年至今採用電腦描線製作上色的方式製作，並運用在蠟筆小新第10部電影：《風起雲湧 壯烈！戰國大會戰》（於2002年上映，不過在2000年開始製作）；只是還是將繪製好的電腦動畫透過膠片記錄儀印在35毫米膠片上，並且于戲院放映。直到第13部電影：《蠟筆小新：3分鐘百變大進擊》（2005年）及往後製作上映之電影才完全直接以數碼影像技術于戲院放映。
| 序     | 日本上映日期  | 片名                                                      | 票房收入   |
| ------ | ------------- | --------------------------------------------------------- | ---------- |
| 1      | 1993年7月24日 | 蠟筆小新：動感超人VS高衩魔王                              | 22.2億日圓 |
| 2      | 1994年4月23日 | 蠟筆小新：不理不理王國的秘寶                              | 20.6億日圓 |
| 3      | 1995年4月15日 | 蠟筆小新：雲黑齋的野心                                    | 14.2億日圓 |
| 4      | 1996年4月13日 | 蠟筆小新：搞怪遊樂園大冒險                                | 12億日圓   |
| 5      | 1997年4月19日 | 蠟筆小新：黑暗珠珠大追擊                                  | 11.3億日圓 |
| 6      | 1998年4月18日 | 蠟筆小新：電擊！豬蹄大作戰                                | 10.6億日圓 |
| 7      | 1999年4月17日 | 蠟筆小新：爆發！溫泉激烈大決戰                            | 9.4億日圓  |
| 8      | 2000年4月22日 | 蠟筆小新：風起雲湧的叢林冒險                              | 11億日圓   |
| 9      | 2001年4月21日 | 蠟筆小新：風起雲湧 猛烈！大人帝國的反擊                   | 14.5億日圓 |
| 10     | 2002年4月20日 | 蠟筆小新：風起雲湧 壯烈！戰國大會戰                       | 13億日圓   |
| 11     | 2003年4月19日 | 蠟筆小新：風起雲湧 光榮燒肉之路                           | 13.5億日圓 |
| 12     | 2004年4月17日 | 蠟筆小新：夕陽下的春日部男孩                              | 12.8億日圓 |
| 13     | 2005年4月16日 | 蠟筆小新：3分鐘百變大進擊                                 | 13億日圓   |
| 14     | 2006年4月15日 | 蠟筆小新：Amigo！森巴入侵計畫                             | 13.8億日圓 |
| 15     | 2007年4月21日 | 蠟筆小新：小白的屁屁炸彈                                  | 15.5億日圓 |
| 16     | 2008年4月19日 | 蠟筆小新：風起雲湧的金矛勇者                              | 12.3億日圓 |
| 17     | 2009年4月18日 | 蠟筆小新：春日部野生王國                                  | 10億日圓   |
| 18     | 2010年4月17日 | 蠟筆小新：我的超時空新娘                                  | 12.5億日圓 |
| 19     | 2011年4月16日 | 蠟筆小新：黃金間諜大作戰                                  | 12億日圓   |
| 20     | 2012年4月14日 | 蠟筆小新：我和我的宇宙公主                                | 9.8億日圓  |
| 21     | 2013年4月20日 | 蠟筆小新：超級美味！B級美食大逃亡！！                     | 13億日圓   |
| 22     | 2014年4月19日 | 蠟筆小新：大對決！機器人爸爸的反擊                        | 18.3億日圓 |
| 23     | 2015年4月18日 | 蠟筆小新：我的搬家物語 仙人掌大襲擊                       | 22.9億日圓 |
| 24     | 2016年4月16日 | 蠟筆小新：爆睡！夢世界大作戰                              | 21.1億日圓 |
| 25     | 2017年4月15日 | 蠟筆小新：宇宙人Pi力來襲！！                              | 16.2億日圓 |
| 26     | 2018年4月13日 | 蠟筆小新：功夫小子～拉麵大亂鬥～                          | 18.4億日圓 |
| 27     | 2019年4月19日 | 蠟筆小新：新婚旅行風暴～奪回廣志大作戰～                  | 20.8億日圓 |
| 28     | 2020年9月11日 | 蠟筆小新：激戰！塗鴉王國與差不多四勇者                    | 11.8億日圓 |
| 29     | 2021年7月30日 | 蠟筆小新：謎案！天下春日部學院的怪奇事件                  | 17.7億日圓 |
| 30     | 2022年4月22日 | 蠟筆小新：幽靈忍者珍風傳                                  | 20.4億日圓 |
| 31     | 2024年8月9日  | 蠟筆小新：我們的恐龍日記                                  | 27億日圓   |
| 32     | 2025年8月8日  | 蠟筆小新：超華麗！灼熱的春日部舞者                        |            |
| 3D電影 |               |                                                           |            |
| 1      | 2023年8月4日  | 新次元！蠟筆小新THE MOVIE 超能力大決戰 ～飛吧！手卷壽司～ | 24.7億日圓 |

### 相關書籍
完全漫畫版
原著：臼井儀人、作畫：高田未玲（高田ミレイ）
| 卷數 | 標題                           | 雙葉社                                   | 雙葉社                                        | 東立出版社                              | 東立出版社                                    |
| 卷數 | 標題                           | 發售日期                                 | ISBN                                          | 發售日期                                | ISBN                                          |
| ---- | ------------------------------ | ---------------------------------------- | --------------------------------------------- | --------------------------------------- | --------------------------------------------- |
| 1    | 戰國大合戰篇                   | 2009年8月20日                            | ISBN 978-4-575-94241-5                        | 2010年6月24日                           | ISBN 978-986-10-5721-7                        |
| 2    | 野生王國篇                     | 2009年12月12日                           | ISBN 978-4-575-94256-9                        | 2010年7月9日                            | ISBN 978-986-10-5722-4                        |
| 3    | 大人帝國的反擊篇               | 2010年7月16日                            | ISBN 978-4-575-94290-3                        | 2011年3月23日                           | ISBN 978-986-10-7072-8                        |
| 4    | 我的超時空新娘篇               | 2010年12月11日                           | ISBN 978-4-575-94300-9                        | 2011年8月19日                           | ISBN 978-986-10-8249-3                        |
| 5    | 動感超人VS.高衩魔王篇          | 2011年7月12日                            | ISBN 978-4-575-94324-5                        | 2012年4月9日                            | ISBN 978-986-10-9437-3                        |
| 6    | 黃金間諜大作戰篇               | 2011年12月12日                           | ISBN 978-4-575-94338-2                        | 2012年10月24日                          | ISBN 978-986-317-679-4                        |
| 7    | 不理不理王國的秘寶篇           | 2012年7月12日                            | ISBN 978-4-575-94355-9                        | 2013年4月2日                            | ISBN 978-986-324-905-4                        |
| 8    | 我和我的宇宙公主               | 2012年12月12日                           | ISBN 978-4-575-94370-2                        | 2014年3月31日                           | ISBN 978-986-332-773-8                        |
| 9    | 雲黑齋的野心                   | 2013年7月12日                            | ISBN 978-4-575-94387-0                        | 2014年6月13日                           | ISBN 978-986-348-846-0                        |
| 10   | 超級美味！B級美食大逃亡！      | 2013年12月12日                           | ISBN 978-4-575-94399-3                        | 2014年9月4日                            | ISBN 978-986-365-005-8                        |
| 11   | 大對決！機器人爸爸的反擊       | 2014年4月10日（上） 2014年11月10日（下） | ISBN 978-4-575-96144-7 ISBN 978-4-575-96148-5 | 2014年9月19日（上） 2015年2月12日（下） | ISBN 978-986-365-424-7 ISBN 978-986-365-569-5 |
| 12   | 搞怪遊樂園大冒險               | 2014年7月10日                            | ISBN 978-4-575-94414-3                        | 2015年7月21日                           | ISBN 978-986-382-257-8                        |
| 13   | 我的搬家物語 仙人掌大襲擊      | 2014年12月10日                           | ISBN 978-4-575-96152-2                        | 2015年12月22日                          | ISBN 978-986-462-053-1                        |
| 14   | 小白的屁屁炸彈                 | 2015年4月18日                            | ISBN 978-4-575-94432-7                        | 2016年2月23日                           | ISBN 978-986-462-335-8                        |
| 15   | 黑暗珠珠大追擊                 | 2015年7月10日                            | ISBN 978-4-575-94453-2                        | 2016年6月3日                            | ISBN 978-986-462-871-1                        |
| 16   | 爆睡！夢世界大作戰             | 2016年4月16日                            | ISBN 978-4-575-96172-0                        | 2017年4月5日                            | ISBN 978-986-482-258-4                        |
| 17   | 外星人VS.新之助                | 2017年4月15日                            | ISBN 978-4-575-96191-1                        | 2019年5月17日                           | ISBN 978-957-26-1114-2                        |
| 18   | 宇宙人Pi力來襲！！             | 2017年4月17日                            | ISBN 978-4-575-96194-2                        | 2019年8月25日                           | ISBN 978-957-26-1119-7                        |
| 19   | 功夫小子〜拉麵大亂鬥〜         | 2018年4月13日                            | ISBN 978-4-575-96204-8                        | 2020年2月13日                           | ISBN 978-957-26-2807-2                        |
| 20   | 新婚旅行風暴～奪回廣志大作戰～ | 2019年4月20日                            | ISBN 978-4-575-96211-6                        | 2020年10月29日                          | ISBN 978-957-26-4769-1                        |
| 21   | 激戰！塗鴉王國與差不多四勇者   | 2020年4月24日                            | ISBN 978-4-575-96216-1                        | 2022年4月1日                            | ISBN 978-957-26-5945-8                        |
| 22   | 謎案！天下春日部學院的怪奇事件 | 2021年4月23日                            | ISBN 978-4-575-96219-2                        | 2023年4月13日                           | ISBN 978-626-347-278-5                        |
| 23   | 幽靈忍者珍風傳                 | 2022年4月22日                            | ISBN 978-4-575-96222-2                        |                                         |                                               |

## 25週年特別企劃

### 第一彈：異形VS小新
《蠟筆小新外傳 異形VS小新》，2016年8月3日開始，每逢星期三於Amazon獨家配信播出。
故事舞台是在2116年的世界，野原一家、鄰居北本太太、席林蜜琪以及其他人，10人1只狗在某宇宙船裡的冷凍膠囊醒來，結果發現自己睡了100年，現在身在2216年陌生的宇宙船。
每集約7分30秒，總共13集。

#### 主題曲
| 曲名                         | 作詞       | 作曲     | 編曲       | 歌手                              |
| ---------------------------- | ---------- | -------- | ---------- | --------------------------------- |
| 「オラはにんきもの 25thMIX」 | 里乃塚玲央 | 小杉保夫 | 前山田健一 | のはらしんのすけ（声 - 矢島晶子） |

#### 故事列表
| 集数 | 標題            | 標題                    | 演出       | 作画監督   | 配信日期       |
| ---- | --------------- | ----------------------- | ---------- | ---------- | -------------- |
| 1    | 醒來            | 目覚め                  | 鈴木大司   | 末吉裕一郎 | 2016年8月3日   |
| 2    | 乘客            | 乗客                    | 鈴木大司   | 針金屋英郎 | 2016年8月10日  |
| 3    | 誰是犯人?       | 犯人は誰だ?             | 今泉賢一   | 原勝徳     | 2016年8月17日  |
| 4    | 本體            | 正体                    | 今泉賢一   | 林静香     | 2016年8月24日  |
| 5    | 食物            | 食料                    | 山口晋     | 針金屋英郎 | 2016年8月31日  |
| 6    | 十人一犬!       | 10人と1匹いる!          | 山口晋     | 尾鷲英俊   | 2016年9月7日   |
| 7    | 人類的證明      | 人間の証明              | 鈴木大司   | 針金屋英郎 | 2016年9月14日  |
| 8    | 逃獄            | 脱獄                    | 鈴木大司   | 原勝徳     | 2016年9月21日  |
| 9    | 吃飯的時間      | 食事の時間              | 今泉賢一   | 末吉裕一郎 | 2016年9月28日  |
| 10   | 腭垂            | のどちんこ              | 今泉賢一   | 針金屋英郎 | 2016年10月5日  |
| 11   | 屁屁            | おしり                  | 鈴木大司   | 尾鷲英俊   | 2016年10月12日 |
| 12   | 屁屁亞VS.新之助 | オシリアンVS.しんのすけ | 鈴木大司   | 原勝徳     | 2016年10月19日 |
| 13   | 重返地球记      | 地球へ                  | 三原三千夫 | 針金屋英郎 | 2016年10月26日 |

### 第二彈：玩具大战
《蠟筆小新外傳 玩具大战》，2016年11月9日開始，每逢星期三於Amazon獨家配信播出。
每集約7分，總共13集，原作為漫画第41卷的《玩具大战》。

#### 主題曲
| 類別   | 曲名                                 | 作詞       | 作曲      | 編曲                     | 歌手                              |
| ------ | ------------------------------------ | ---------- | --------- | ------------------------ | --------------------------------- |
| 主題曲 | 「オラはにんきもの 25thMIX」         | 里乃塚玲央 | 小杉保夫  | 前山田健一               | のはらしんのすけ（声 - 矢島晶子） |
| 剧中曲 | 「LOVE IS OVER」（1979年）（第二集） | 蒋荣伊     | Kaoru Ito | 涂惠元 / 原歌 - 歐陽菲菲 | 动感超人（声 - 玄田哲章）         |
| 剧中曲 | 「ライク・ア・オバージン」（第四集） | 八鍬新之介 | 中村博    |                          | 井上喜久子                        |
| 劇中歌 | 「MASKED MIDDLE AGE」（第六集）      | 八鍬新之介 | 中村博    |                          | 中村博                            |

#### 故事列表
| 集数 | 標題              | 標題                        | 脚本                    | 演出     | 作画監督          | 配信日期       |
| ---- | ----------------- | --------------------------- | ----------------------- | -------- | ----------------- | -------------- |
| 1    | 全珍商店          | ちんだらけ                  | うえのきみこ            | 山口晋   | 荒川眞嗣          | 2016年11月9日  |
| 2    | 黃金動感超人      | アクション仮面ゴールド      | うえのきみこ            | 山口晋   | 中野彰子          | 2016年11月16日 |
| 3    | DADA              | DADA                        | 八鍬新之介 うえのきみこ | 大嶋博之 | 小田多恵子        | 2016年11月23日 |
| 4    | 奧伯恩            | オバーン                    | 八鍬新之介 うえのきみこ | 大嶋博之 | 小林一三          | 2016年11月30日 |
| 5    | 快逃              | 逃げる                      | うえのきみこ            | 花上将吾 | 和泉絹子          | 2016年12月7日  |
| 6    | 中高年假面        | チューコーネン仮面          | 八鍬新之介 うえのきみこ | 花上将吾 | 尾鷲英俊          | 2016年12月14日 |
| 7    | 電車上的全珍商店  | 電車でちんだらけ            | うえのきみこ            | 鈴木大司 | 中野彰子 和泉絹子 | 2016年12月21日 |
| 8    | VS.敢死隊         | VS.エクスペンタブルズ       | うえのきみこ            | 鈴木大司 | 針金屋英郎        | 2016年12月28日 |
| 9    | 秘密的約會        | ひみつのデート              | うえのきみこ            | 山口晋   | 間々田益男        | 2017年1月4日   |
| 10   | 印章              | ハンコ                      | うえのきみこ            | 山口晋   | 荒川眞嗣          | 2017年1月11日  |
| 11   | 動感超人VS.新之助 | アクション仮面VS.しんのすけ | うえのきみこ            | 今泉賢一 | 尾鷲英俊          | 2017年1月18日  |
| 12   | 再見了奧伯恩      | さよならオバーン            | うえのきみこ            | 今泉賢一 | 針金屋英郎        | 2017年1月25日  |
| 13   | 最終回            | 最終回                      | うえのきみこ            | 今泉賢一 | 原勝德            | 2017年2月1日   |

### 第三彈：帶家之狼
《蠟筆小新外傳 帶家之狼》，2017年2月22日開始，每逢星期三於Amazon獨家配信播出。
每集約7分，總共13集，原作為漫畫的《帶家族之狼》。
故事舞台：古日本

#### 主題曲
| 類別   | 曲名                               | 作詞         | 作曲     | 編曲       | 歌手                              |
| ------ | ---------------------------------- | ------------ | -------- | ---------- | --------------------------------- |
| 主題曲 | 「オラはにんきもの 25thMIX」       | 里乃塚玲央   | 小杉保夫 | 前山田健一 | のはらしんのすけ（声 - 矢島晶子） |
| 劇中曲 | 「ケツの穴のテーマ」（第10、13集） | うえのきみこ | 松尾早人 | 松尾早人   | 森川智之                          |

#### 故事列表
| 集数 | 標題           | 標題 | 演出       | 作画監督        | 配信日期      |
| ---- | -------------- | ---- | ---------- | --------------- | ------------- |
| 1    | 屁股击剑       |      | 鈴木大司   | 荒川眞嗣        | 2017年2月22日 |
| 2    | 八澄           |      | 鈴木大司   | 小田多恵子      | 2017年3月1日  |
| 3    | 工作           |      | 今泉賢一   | 荒川眞嗣        | 2017年3月8日  |
| 4    | 一億萬元的女子 |      | 今泉賢一   | 和泉絹子        | 2017年3月15日 |
| 5    | 家族           |      | 鈴木大司   | 中野彰子        | 2017年3月22日 |
| 6    | 富士山藩       |      | 鈴木大司   | 岩永大蔵        | 2017年3月29日 |
| 7    | 真面目         |      | 西田健一   | 堀江祐 松村美佳 | 2017年4月5日  |
| 8    | 重逢           |      | 西田健一   | 堀江祐 松村美佳 | 2017年4月12日 |
| 9    | 腰部击剑       |      | 今泉賢一   | 和泉絹子        | 2017年4月19日 |
| 10   | 修行           |      | 今泉賢一   | 岩永大蔵        | 2017年4月26日 |
| 11   | 進城           |      | 外山草     | 荒川眞嗣        | 2017年5月3日  |
| 12   | 秘密           |      | 外山草     | 岩永大蔵        | 2017年5月10日 |
| 13   | 決戰           |      | 三原三千夫 | 三原三千夫      | 2017年5月17日 |

### 第四彈：妖怪與新之助
《蠟筆小新外傳 妖怪與新之助》，2017年5月31日開始，每逢星期三於Amazon獨家配信播出。
每集約7分，總共13集。

#### 主題曲
| 曲名                         | 作詞       | 作曲     | 編曲       | 歌手                              |
| ---------------------------- | ---------- | -------- | ---------- | --------------------------------- |
| 「オラはにんきもの 25thMIX」 | 里乃塚玲央 | 小杉保夫 | 前山田健一 | のはらしんのすけ（声 - 矢島晶子） |

#### 故事列表
| 集数 | 標題                   | 標題 | 腳本         | 演出     | 作畫監督 | 配信日期      |
| ---- | ---------------------- | ---- | ------------ | -------- | -------- | ------------- |
| 1    | 參上! 哦哦哦的新之助   |      | 高橋渉       | 長友孝和 | 大豆一博 | 2017年5月31日 |
| 2    | 出動! 妖怪破壞者       |      | 高橋渉       | 長友孝和 | 大豆一博 | 2017年6月7日  |
| 3    | 登校! 教室的妖怪       |      | 黒住光       | 西田健一 | 堀江祐   | 2017年6月14日 |
| 4    | 湯之花! Party People   |      | 黒住光       | 西田健一 | 堀江祐   | 2017年6月21日 |
| 5    | 雨聲中迷路小孩的小夜曲 |      | しぎのあきら | 長友孝和 | 大豆一博 | 2017年6月28日 |
| 6    | 豐收! 恐怖的森林       |      | 黒住光       | 長友孝和 | 大豆一博 | 2017年7月5日  |
| 7    | 前篇! 媽媽的追捕       |      | 高橋渉       | 西田健一 | 堀江祐   | 2017年7月12日 |
| 8    | 後篇! 媽媽的追捕       |      | 高橋渉       | 西田健一 | 堀江祐   | 2017年7月19日 |
| 9    | 永別了、然後、         |      | 黒住光       | 長友孝和 | 大豆一博 | 2017年7月26日 |
| 10   | 崩溃! 妖怪恐慌         |      | 高橋渉       | 長友孝和 | 大豆一博 | 2017年8月2日  |
| 11   | 最凶! 妖怪大統領       |      | 黒住光       | 西田健一 | 堀江祐   | 2017年8月9日  |
| 12   | 我們是妖怪剋星         |      | 高橋渉       | 西田健一 | 堀江祐   | 2017年8月16日 |
| 13   | 告别、新之助           |      | 高橋渉       | 長友孝和 | 大豆一博 | 2017年8月23日 |

## 合作企劃
- 《假面騎士Fourze》為宣傳《假面騎士x超級戰隊 超級英雄大戰》和同樣以宇宙為主題的《蠟筆小新》20周年紀念作品《蠟筆小新 風起雲湧！我的宇宙公主！》兩部電影，繼《假面騎士電王》後，相隔五年再度與假面騎士系列合作。2012年4月13日至29日兩部作品分別播放兩集特別篇劇場，合共4集。

| 話數  | 標題                   | 播放節目                                                 | 播放日期      |
| ----- | ---------------------- | -------------------------------------------------------- | ------------- |
| 第1話 | アニメに変身だゾ       | 放送丸20年!春のクレヨンしんちゃん 映画公開スペシャルだゾ | 2012年4月13日 |
| 第2話 | 合・体・出・撃         | 《假面騎士Fourze》第31話                                 | 2012年4月15日 |
| 第3話 | ひまわりをお助けするゾ | 《蠟筆小新》第768話                                      | 2012年4月27日 |
| 第4話 | 友・達・未・満         | 《假面騎士Fourze》第33話                                 | 2012年4月29日 |

## 外部連結
- 電視動畫《蠟筆小新》官方網站 （日語）
- 朝日電視台官方網站 （日語）
- 電視動畫《蠟筆小新》的Facebook專頁 （日語）
- 電視動畫《蠟筆小新》官方的X（前Twitter） （日語）
- 《蠟筆小新》動畫電影的Instagram帳戶 （日語）
- YouTube上的蠟筆小新頻道 （日語）
- 電視動畫《蠟筆小新》台視官網 （页面存档备份，存于）（繁體中文）